# Colpochila efficax
Colpochila efficax är en skalbaggsart som beskrevs av Britton 1986. Colpochila efficax ingår i släktet Colpochila och familjen Melolonthidae. Inga underarter finns listade i Catalogue of Life.